# Aleksej Alekseevič Leont'ev
Aleksej Alekseevič Leont'ev (in russo Алексей Алексеевич Леонтьев?; Mosca, 14 gennaio 1936 – Mosca, 12 agosto 2004) è stato uno psicolinguista e pedagogista russo.

## Biografia
Figlio di Aleksej Nikolaevič Leont'ev, si laureò nel 1958 in lingua tedesca alla Facoltà di filologia dell'Università statale di Mosca. Da quell'anno fino al 1975 lavorò all'istituto di linguistica dell'Accademia russa delle scienze, inizialmente come assistente e poi come capo della sezione di psicolinguistica e di teoria della comunicazione. Nel 1963 presentò una tesi per il ruolo di candidato nel dottorato in scienze filologiche dal titolo "Vedute di linguistica generale di Jan Niecisław Baudouin de Courtenay"; nel 1968 conseguì il dottorato in scienze filologiche e nel 1975 in scienze psicologiche.
A seguito di ciò venne nominato a capo del dipartimento di metodologia e psicologia dell'Istituto Puškin e nel 1976 fu nominato professore; nel 1986 fu designato professore all'Istituto statale di pedagogia "V.I. Lenin" di Mosca e, nel 1997, fu chiamato alla Facoltà di psicologia dell'Università di Mosca.
Successivamente fu messo a capo del laboratorio di educazione linguistica del gruppo di ricerca "Scuola" e dell'omonimo laboratorio presso l'Istituto per lo sviluppo dei sistemi educativi di Mosca. Autore di numerosi articoli scientifici e divulgativi sull'educazione scolastica e universitaria, comparsi in particolare sulle riviste accademiche russe «Il giornale del docente», «Famiglia e scuola» e «Sapere è potere».
Nel 1960 nacque suo figlio Dmitrij Alekseevič Leont'ev, che diverrà anch'egli psicologo e accademico russo.

## Opere
- Aleksej Alekseevič Leont'ev, Psicolinguistica, prefazione di Francesco Antinucci, Roma, Editori Riuniti, 1972.
- Aleksej Alekseevič Leont'ev, Teoria dell'attività verbale, traduzione di Alberto Carpitella, prefazione di Tullio De Mauro, Roma, Editori Laterza, 1973.
- Vitalij Grigor'evič Kostomarov e Aleksej Alekseevič Leont'ev, Il russo per turisti. Manuale per uomini d'affari impegnati e per turisti spensierati, 1985.